# وادي زازا
وادي زازا يقع على بعد 60 كم شرق مدينة بنغازي وحوالي 10 كم جنوب قرية المبني قرب قرية الحمدة والمليطانية يمتد الوادي لاكثر من 100 كم جنوبا ويوجد به سد ضخم يعتبر الوادي من أكبر الأودية الواقعة غرب الباكور تكمن اهمية الوادي كونه من أهم مواقع الإنسان القديم في شرق ليبيا إذ وجدت بة ادوات حجرية مثل الفئوس وكذلك توجد به رسومات تعود لعصور ما قبل التاريخ منتشرة في كهوف الوادي يصب الوادي في سبخة تنسلوخ
يعتبر وادي جازا أطول وادي في غرب الجبل الأخضر تحيط به غابات كثيفة كذلك تنمو في داخله تجمعات لأشجار مختلفة كثيفة جدا في بعض الأماكن يلتوي الوادي كثيرا قبل وصوله للمصب وله فروع جانبية ينمو شجر البلوط التركي بكثره داخل وحول الوادي إضافة لشجر العرعار والشماري وقد تشاهد الضباع فيه أحيانا لاتوجد طرق رئيسية توصل للوادي ولكن يمكن الوصول إليه عبر طرق ترابية عبدها الأهالي عبر الزمن ولكن غالبا تنتهي هذه الطرق قبل الوصول بعده كيلومترات لذلك يتطلب السير علي الأقدام توجد في الوادي مجموعة كثيرة من الكهوف الوصول لبعضها صعب لأنها عالية تحوي هذه الكهوف العديد من الشواهد علي إنسان ماقبل التاريخ وكذلك توجد شواهد تدل علي تعايش بعض الأغريق والرومان حيث كان تستخدم فيما يبدو فالعبادة

طريق داخل وادي زازا